# Бейл, Хендрик ван дер
Хендрик Йоханнес ван дер Бейл (африк. Hendrik Johannes van der Bijl; 23 ноября 1887 года ― 2 декабря 1948 года) ― южноафриканский учёный инженер-электрик и деятель промышленности.
Член (FRS) Лондонского королевского общества (1944), иностранный член Национальной академии наук США (1943).

## Биография
Был основателем и первым председателем Комиссии по электроснабжению (ESCOM, позднее переименована в Eskom), которая была учреждена в 1923 году.  В 1927 году был избран президентом Южно-Африканского института инженеров-электриков (SAIEE). Основал Южно-Африканскую металлургическую корпорацию (ISCOR ) и долгие годы был её председателем. Город Фандербейлпарк (провинция Гаутенг), где были построены крупные металлургические заводы ISCOR, функционирующие и по сей день, ― был назван в честь ван дер Бейла.
Занимал пост канцлера Университета Претории с 1934 по 1948 год.  В 1944 году был избран членом Лондонского королевского общества.
Также известен как автор уравнения триода (в англоязычной литературе «уравнения ван дер Бейла»), которое описывает соотношение трёх взаимосвязанных малосигнальных параметров вакуумного триода: крутизны её передаточной характеристики gm, коэффициента усиления напряжения μ и внутреннего сопротивления со стороны анода ra.  Уравнение определяет их соотношение следующим образом: 
{\displaystyle g_{m}={\mu  \over r_{p}}}